# Langadas
Langadas (griego: Λαγκαδάς) es un municipio de la República Helénica perteneciente a la unidad periférica de Tesalónica de la periferia de Macedonia Central.
El municipio se formó en 2011 mediante la fusión de los antiguos municipios de Assiros, Kallindoia, Koroneia, Lachanas, Langadas, Sochos y Vertiskos, que pasaron a ser unidades municipales. El municipio tiene un área de 1222,65 km², de los cuales 197,41 pertenecen a la unidad municipal de Lagkadas.
En 2011 el municipio tiene 41 103 habitantes, de los cuales 19 587 viven en la unidad municipal de Langadas.
Se ubica en la periferia oriental de Tesalónica, en la entrada a dicha ciudad de la carretera E90 que lleva a Estambul.
La localidad es el lugar de nacimiento de Zübeyde Hanım, madre de Mustafa Kemal Atatürk, el fundador de Turquía.